# VG-lista

VG-lista clasifica datos en Noruega

VG-lista es una lista de éxitos musicales que clasifica los álbumes y sencillos más populares en Noruega, publicada por primera vez en 1958. Se presentó semanalmente en el periódico noruego VG, anteriormente en colaboración con IFPI Noruega, y se transmitían por NRK a través del programa de radio VG-lista topp 20. Los datos basados en ventas físicas, descargas digitales y streaming eran recopilados por Nielsen Soundscan.
VG-lista organiza anualmente un concierto masivo, el VG-lista Topp 20, en el que se presentan actos en vivo de los protagonistas del top 20 de la música en Noruega.
En abril de 2025, VG-lista fue renombrada a Topplista (tdl. ‘Lista de los mejores’) y es gestionada por IFPI Noruega junto con la revista Nettavisen y Bauer Media Group. Las listas son publicadas cada viernes a las 3 p. m. (CET) y transmitidas por la radio NRJ Norge.

## Historia
El 16 de octubre de 1958 VG-lista fue publicada por primera vez bajo el nombre de «Ti på topp» por la revista Verdens Gang en colaboración con IFPI Noruega. El primer sencillo número uno fue «Sail Along, Silv'ry Moon» de Billy Vaughn y su orquesta. A partir del 4 de enero de 1967 se comenzó a publicar la lista de álbumes. Desde 2018, Topplista comenzó a publicarse por IFPI Noruega, simultáneamente con VG‑lista, ambos conteniendo los mismo datos. A partir del 4 de abril de 2025, Topplista se convirtió en la lista principal de Noruega, ampliando las listas de sencillos, álbumes y radio de cuarenta posiciones a cien.

## Listas
- Singel Topp 100
- Album Topp 100
- Radio Topp 100
- Norsk Singel Topp 50
- Norsk Album Topp 20
- Fysisk Album Topp 10